# Ivo Fürer
Jakob Andreas Ivo Fürer (20 de abril de 1930 - 12 de julio de 2022) fue un prelado suizo de la Iglesia católica. Fue obispo de San Galo entre 1995 y 2005. Perteneció al Grupo de San Galo.

## Biografía

### Orígenes
Fürer nació en Gossau, Suiza, y estudió teología católica en la Universidad de Innsbruck y derecho canónico en Roma, en la Pontificia Universidad Gregoriana, donde en 1957 obtuvo un doctorado en derecho canónico. Fue ordenado sacerdote el 3 de abril de 1954. Fue capellán en Herisau de 1958 a 1963 y en Altstätten de 1963 a 1967. Se convirtió en secretario del obispo en St. Gallen en 1967 y luego en vicario del obispo en 1969. En 1971 ayudó a fundar la Comunidad de Trabajo de las Iglesias Cristianas en Suiza, un órgano del Consejo Nacional de Iglesias. En 1972 fue presidente de los sínodos suizo y diocesano. Fue Secretario General del Consejo de las Conferencias Episcopales de Europa de 1977 a 1995. Se convirtió en diácono de la catedral en 1991.

### Grupo de San Galo
Fürer fue elegido obispo de San Galo el 28 de marzo de 1995 y nombrado al día siguiente por el papa Juan Pablo II. Fue consagrado obispo el 5 de junio de 1995 por el obispo Otmar Mäder, con los obispos Henri Salina y Karl Lehmann como co-consagrantes.
En 1995, Fürer y el cardenal Carlo Maria Martini de Milán guiaron la formación de un grupo de aproximadamente una docena de cardenales y obispos con ideas afines que se reunieron anualmente entre 1995 y 2006 en San Galo para debatir reformas de la Iglesia, incluyendo el nombramiento de obispos, la colegialidad, las conferencias episcopales, la primacía del papado y la moralidad sexual. Diferían entre sí, pero compartían la opinión de que el cardenal Joseph Ratzinger no era el tipo de candidato que esperaban ver elegido en el siguiente cónclave.
Aunque algunos medios de comunicación lo consideraron una conspiración, Fürer declaró en 2015 que se trataba de un círculo de amigos (Freundeskreis) que al principio discutió la política de la Iglesia y luego también los candidatos al papado a medida que la salud del papa Juan Pablo II se deterioraba. Dijo que se reunieron por última vez en 2006.
Como miembro de la Conferencia Episcopal Suiza, fue responsable del Diaconado y de los Servicios de Socorro. A partir de 1997, dirigió la Secretaría del Consejo de Conferencias Episcopales Europeas. Presentó su renuncia el día de su 75.º cumpleaños, y el Papa Benedicto XVI la aceptó el 16 de octubre de 2005.

### Distinciones
En 2005, la Universidad de Friburgo le otorgó un doctorado honoris causa en reconocimiento a su contribución a la implementación de los principios del Concilio Vaticano II en Suiza y en Europa. En 2007, la Universidad de San Galo lo nombró Senador Honorario por su importante contribución a la promoción de la apertura y la tolerancia a través de las fronteras de las denominaciones y culturas..

### Últimos años y muerte
De 1998 a 2009, fue presidente del consejo de administración del Fondo Católico Suizo de Cuaresma (Fastenopfer), una organización benéfica católica con sede en Lucerna que lucha contra el hambre y la pobreza y promueve el desarrollo de un estilo de vida sostenible. Fürer falleció el 12 de julio de 2022 a los casi 92 años de edad, tras años de lucha contra la enfermedad de Parkinson.

## Escritos seleccionados
Die Eigentümer der st.-gallischen Bistumsfonds und der aus Kirchengut hervorgegangenen Fonds des kath. Konfessionsteils des Kantons St. Gallen , Menziken, Herisau 1960. (Disertación)
Die Bischofskonferenz: theologischer und juridischer Status , Patmos, Düsseldorf 1989, ISBN  3-491-77774-7 , editado por Hubert Müller y Hermann J. Pottmeyer.
Coautor con Michael Fuss, Kurt Koch, Franz König, Guido Vergauwen: Neuevangelisierung Europas. Chancen und Versuchungen , St. Paul AG Universitätsverlag, Friburgo 1993, ISBN 3-7228-0318-7